# Lê Tấn Tài
Lê Tấn Tài (ur. 26 marca 1984 w Ninh Hòa) – wietnamski piłkarz występujący na pozycji pomocnika w klubie Khánh Hoà FC.

## Kariera piłkarska
Lê Tấn Tài od początku swojej kariery występuje w klubie Khánh Hoà FC. Obecnie jego zespół gra w pierwszej lidze wietnamskiej.
Zawodnik ten jest także reprezentantem Wietnamu. W drużynie narodowej zadebiutował w 2006 roku. Został również powołany na Puchar Azji 2007, gdzie jego drużyna odpadła w ćwierćfinale. On zaś rozegrał wszystkie spotkania: w grupie ze Zjednoczonymi Emiratami Arabskimi (2:0), Katarem (1:1) i Japonią (1:4) oraz w ćwierćfinale z Irakiem (0:2).